# Marco Plauzio Ipseo
Marco Plauzio Ipseo  (latino: Marcus Plautius Hypsaeus) (fl. II secolo a.C.) è stato un politico e generale romano.

## Biografia
Eletto console nel 125 a.C. con Marco Fulvio Flacco ed assieme al collega fu delegato di riassegnare quei beni dello Stato, che erano stati dati in contrasto con la legge Licinia e quella Sempronia. Viene nominato da Cicerone, che lo descrive come un mediocre oratore, non esperto di diritto civile .